# Contrôle ouvrier
Le contrôle ouvrier est une participation à long terme des salariés dans leur entreprise à sa gestion. Il a été revendiqué par les anarchistes, les socialistes, les communistes, les sociaux-démocrates et les chrétiens-démocrates. Il a été associé à divers courants socialistes (surtout au communisme) ainsi qu'aux systèmes d'économie mixte.

## Histoire
Il s'agit d'une action permanente menée par les salariés, sur le lieu même du travail, pour permettre à ces derniers de se rendre compte, aussi exactement que possible, du fonctionnement intérieur et détaillé des entreprises industrielles et commerciales. Les salariés peuvent pénétrer les secrets des fabrications, connaître les moyens d’approvisionnement en matières premières, le coût de ces matières, le prix de revient, l’évaluation des frais généraux, le prix de vente, les bénéfices approximatifs, les formes de l’écoulement du produit fini, la valeur du salaire qui peut être revendiqué, etc.
L’idée du contrôle ouvrier naît en Allemagne. On peut la retrouver dans une proposition de August Bebel en 1877, quand il demanda au Reichstag la création des Chambres industrielles, dont le rôle est de garantir les intérêts de l’industriel et du travailleur, à transmettre aux autorités des comptes rendus et des propositions. Ces organismes, sans contact direct avec les usines, devaient être formés en parties égales de patrons et d’ouvriers. C’était déjà l’idée qui fut reprise pendant la guerre de 1914-1918 par des sociaux-démocrates[Qui ?] de plusieurs pays. Ce projet fut complété en 1886-88 par un autre socialiste, Ignaz Auer. 
En Russie, les Conseils d’ouvriers (et plus particulièrement les comités d'usine) jouèrent un rôle de premier plan. Ils furent constitutifs de la révolution de novembre 1917. Ces comités ont été créés à l'origine pour superviser de la gestion des usines, et dans d'autres cas, à représenter les travailleurs, et dans certains cas, il s'agissait d'organes de contrôle ouvrier. Le 14 novembre 1917, après la Révolution d'Octobre, le Comité exécutif central panrusse légalise les comités d'usines par un décret sur le contrôle ouvrier : « Dans toutes les entreprises industrielles, commerciales, bancaires, agricoles et. autres, qui emploient au moins 5 ouvriers et employés (en tout) ou dont le chiffre d'affaires est d'au moins 10 000 roubles par an, est établi le contrôle ouvrier de la production, de la conservation, de la vente et de l'achat de tous produits et de toutes les matières brutes ».
Aujourd'hui, cette revendication est défendue par des partis politiques d'extrême-gauche (comme Lutte ouvrière et le Nouveau Parti anticapitaliste en France).